# Luther Tucker

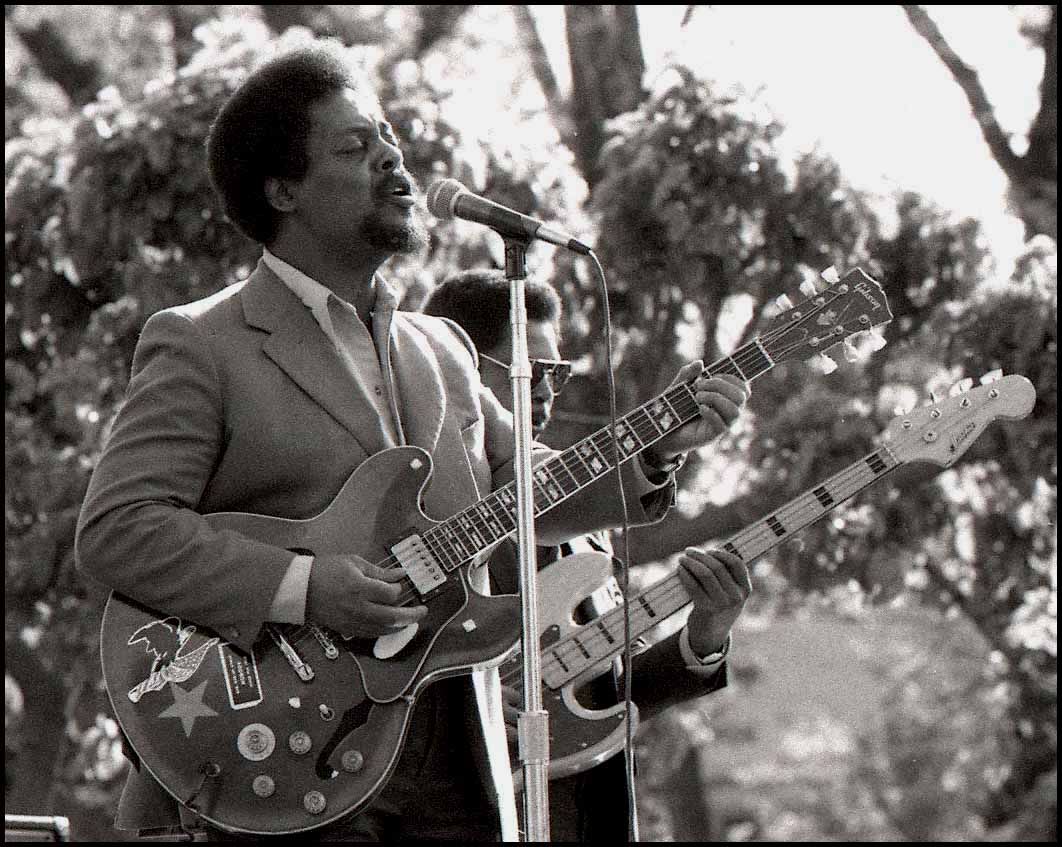
Luther Tucker 1964

Luther Tucker (* 20. Januar 1936 Memphis, Tennessee; † 18. Juni 1993, Greenbrae, Kalifornien) war ein US-amerikanischer Bluesgitarrist.

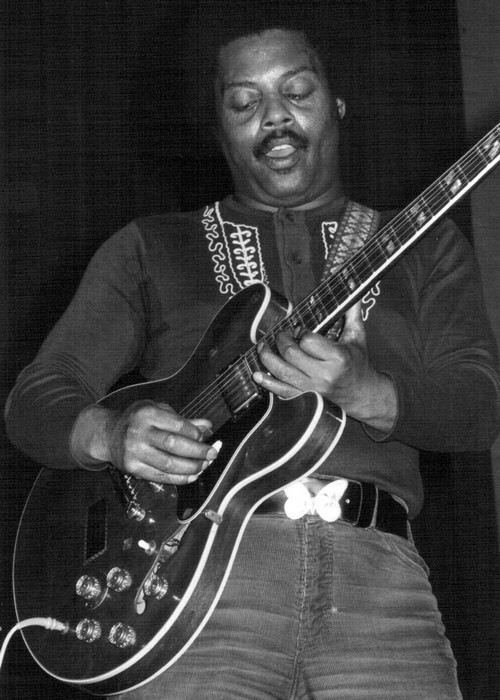
Luther Tucker 1980

## Leben
Luther Tucker wuchs in Memphis auf. Sein Vater, ein Tischler, baute ihm seine erste Gitarre und seine Mutter, eine Boogie-Woogiepianistin, machte ihn mit Big Bill Broonzy bekannt. Ihre Intention war es, Luther von schlechten Einflüssen fernzuhalten. Bei Broonzy lernte er Robert Lockwood junior kennen, der ihn unter seine Fittiche nahm. Seine Familie zog von Memphis nach Chicago, wo sich seine Kenntnisse vertieften.
Als Begleitmusiker arbeitete er mit vielen Größen des Chicago Blues. Seine ersten Auftritte hatte er als 15-Jähriger in der Band seines Onkels J.T. "Boogie" Brown. In der Band von Little Walter war er bei vielen der klassischen Walteraufnahmen dabei. Er nahm mit Otis Rush (Chicago/The Blues/Today! Volume 2), Robben Ford, Sonny Boy Williamson II., Jimmy Rogers, Snooky Pryor, Muddy Waters ("She's Nineteen Years Old", "Five Long Years" und "Elevate Me Mama), John Lee Hooker, Elvin Bishop und James Cotton auf. Ende der 1960er-Jahre war er Mitglied in James Cottons Band, 1971 spielte er Gitarre in John Lee Hookers Coast-to-Coast Band. 1973 formierte er seine eigene Band, die Luther Tucker Band. 1990 nahm er in Austin mit verschiedenen Größen der lokalen Szene(Kim Wilson, Reese Wynans, George Rains, Tony Coleman, Mark Kazanoff und Russell Jackson ) das Album Sad Hours auf.
Tucker spielte auf dem San Francisco Blues Festival 1973, 1976 und 1979, ebenso einige Male als Begleitmusiker für Freunde wie Fenton Robinson, Freddie King und Jimmy Reed.
1993 verstarb Luther Tucker an einem Herzinfarkt im Alter von 56 Jahren. Nach seinem Tod wurde ein Tribut-Konzert veranstaltet, auf dem viele seiner Wegbegleiter auftraten( unter anderen John Lee Hooker, Elvin Bishop, Boz Scaggs, Mark Naftalin, Billy Boy Arnold und Freddie Roulette)

## Diskographie

### Alben
- 1990 Sad Hours
- 1995 Luther Tucker & The Ford Blues Band Blue Rock'It

### Als Begleitmusiker (Auswahl)

#### Mit John Lee Hooker
- 1959 Folk Blues
- 1963 Live at Sugar Hill
- 1967 Live at Cafe Au Go-Go (And Soledad Prison)
- 1972 Never Get Out of the Blues Alive

#### Mit Sonny Boy Williamson II.
- 1965 Real Folk Blues
- 1967 More Real Folk Blues
- 1968 One Way Out
- 1969 Bummer Road
- 1972 This Is My Story

#### Mit James Cotton
- 1967 James Cotton Blues Band
- 1967 Late Night Blues
- 1968 Pure Cotton

#### Mit Little Walter
- 1964 Little Walter
- 1969 Hate to See You Go
- 197? Blue and Lonesome
- 197? That Southern Feeling
- 1982 Quarter to Twelve
- 2009 Complete Chess Masters: 1950–1967[6]